# 驾考宝典
驾考宝典是武汉木仓科技股份有限公司于2011年6月上线的一款应试中华人民共和国机动车驾驶人考试的学习软件，附带有社交功能和新闻功能，有适用于个人电脑的客户端和网页版，也有适用于安卓、iOS、Windows Phone平台的移动应用程序。

## 开发历程
驾考宝典是木仓科技的第一款作品，创始人姜英豪在创业之前，曾听取了小米集团创办人雷军的建议，往汽车领域市场发展。2011年3月，木仓科技获得小米集团的投资，6月3日驾考宝典正式上线。